# Karl Müller (Landrat)
Karl Müller (* 30. November 1888 in Lennefer Mühle; † 21. August 1980 in Trier) war ein preußischer Verwaltungsjurist der im September und Oktober 1933 als Regierungsrat mit der Verwaltung des Kreises Mayen beauftragt war.

## Leben
Der Katholik Karl Müller war der Sohn eines Ackerers. Nach Ende seiner schulischen Ausbildung absolvierte er ein Studium der Rechtswissenschaften u. a. in Bonn. Nach Ablegung des Ersten Staatsexamens im Jahr 1912 wurde er zum Gerichtsreferendar ernannt. Mit Ablegung des zweiten Staatsexamens 1920 zum Gerichtsassessor ernannt, fand Müller zunächst eine Beschäftigung als Stadtassessor bei der Stadt Trier, wechselte dann 1924 als Assessor zur dortigen Regierung, wo er 1925 zum Regierungsrat befördert wurde. Von Trier 1927 in gleicher Stellung an die Regierung Hildesheim wechselnd, kehrte er noch im selben Jahr nach Trier zurück. 1933 folgte dann seine Versetzung an die Regierung in Koblenz.
Nach der Entlassung des Landrates des Kreises Mayen Franz Röhm aus dem Dienst am 22. September 1933 übernahm Müller von September bis Oktober 1933 auftragsweise dessen Amtsgeschäfte, ehe Edgar Heiliger nachfolgender Landrat ab dem 24. November 1933 wurde.
1936 folgte schließlich unter Beförderung zum Regierungsdirektor Müllers Umsetzung an das Bezirksverwaltungsgericht, dessen Vorsitz er übernahm. Mit Kriegsende wurde er 1945 aus dem Dienst entlassen.